# Radostin Kisziszew
Radostin Prodanow Kisziszew (ur. 30 lipca 1974 w Burgasie) – bułgarski piłkarz występujący na pozycji prawego obrońcy lub defensywnego pomocnika.

## Kariera klubowa
Jest wychowankiem Czernomorca Burgas, a po jego spadku z I ligi w sezonie 1993–1994 przeniósł się do lokalnego rywala Neftochimiku Burgas. Z drużyną kierowaną przez prezesa Christo Portoczanowa najpierw zajął czwarte miejsce w ekstraklasie, a następnie - w rozgrywkach 1996–1997 - zdobył Puchar Ligi oraz wicemistrzostwo kraju. Po tym ostatnim sukcesie wyjechał do Turcji, ale szybko powrócił do Bułgarii, do Liteksu Łowecz. W barwach kolejnego klubu spoza grona żelaznych faworytów (Lewski Sofia i CSKA Sofia) ponownie osiągnął dobre wyniki, tym razem dwukrotnie wygrał rozgrywki ligowe.
Udane występy w lidze umożliwiły w 2000 roku transfer do Charltonu Athletic, gdzie występował przez kolejne sześć lat. W zespole prowadzonym przez Alana Curbishleya był podstawowym graczem (łącznie 179 meczów), często pełnił funkcje kapitana. Chociaż klub nie zaliczał się do faworytów Premiership (najwyższe miejsce - siódme w sezonie 2003–2004), to ani razu w tym okresie nie zanotował spadku z ligi. Kisziszew postanowił odejść po rundzie jesiennej 2006–2007, niedługo po tym jak do dymisji podał się Curbishley. Trafił do drugoligowego Leeds United, z którym jednak nie utrzymał się w Division 1.
Lata 2006–2008 to okres naprzemiennych występów bądź w barwach Leeds (rundy wiosenne sezonów 2006–2007 i 2007–2008) bądź w Leicester (rundy jesienne tych rozgrywek). W tym czasie Kisziszew nie tylko stracił miejsce w podstawowej jedenastce zespołów klubowych, ale także w reprezentacji.
W styczniu 2009 roku w wieku 35 lat powrócił po dziewięcioletniej nieobecności do Bułgarii. Został ściągnięty do Liteksu Łowecz przez Stanimira Stoiłowa. Pod wodzą jego następcy, Angeła Czerwenkowa, świętował trzeci w swojej karierze (i trzeci w historii Liteksu) tytuł mistrza Bułgarii.
Niedługo później podpisał kontrakt z występującym w angielskiej I lidze, Brighton & Hove Albion F.C.

## Kariera reprezentacyjna
W reprezentacji Bułgarii zadebiutował na początku 1996 roku. Kilka miesięcy później znalazł się w kadrze na Euro 1996, na którym rozegrał dwa mecze (z trzech), zastępując na prawej obronie dotychczasowego pewniaka Emiła Kremenliewa. Również dwa lata później - na Mundialu 1998 - grał w pierwszej jedenastce. W 2003 roku, kiedy Bułgarzy mieli już zapewniony start w Euro 2004, niespodziewanie ogłosił zakończenie reprezentacyjnej kariery. Absencja trwała ponad rok. Powrócił do kadry za namową Christo Stoiczkowa. W drużynie walczącej o miejsce na Euro 2008 Kisziszew pełnił najczęściej funkcje defensywnego pomocnika. Po zakończeniu eliminacji nowy selekcjoner Płamen Markow postanowił zrezygnować z jego usług.
W ostatnim meczu w kadrze, z Albanią (1:1) w kwalifikacjach do mistrzostw Europy, strzelił bramkę samobójczą.
Jednak po raz kolejny Kisziszew w swoich deklaracjach o rezygnacji z występów w drużynie narodowej pozostał niekonsekwentny. Po zmianie selekcjonera, kiedy Markowa (któremu odmówił wyjazd na Euro 2004, i który następnie sam z niego zrezygnował) zastąpił trener Liteksu Stanimir Stoiłow, raz jeszcze powrócił do reprezentacji na spotkania eliminacji do Mundialu 2010 z Irlandią (1:1) i Cyprem (2:0).
W tym okresie strzelił także jedyną w swojej karierze bramkę dla reprezentacji: w wygranym 4:1 meczu z Czarnogórą w ramach kwalifikacji do mistrzostw (jesień 2009).

## Sukcesy piłkarskie
- IV miejsce w lidze 1996, wicemistrzostwo Bułgarii 1997 oraz Puchar Ligi Bułgarskiej 1997 z Neftochimikiem Burgas
- mistrzostwo Bułgarii 1998, 1999 i 2010 oraz Puchar Bułgarii 2009 oraz finał Pucharu Bułgarii 1999 z Liteksem Łowecz